# Nicolás Garnier
Nicolás Garnier (* 23. April 1987 in Argentinien) ist ein argentinischer Schauspieler, Songwriter und Sänger. Er wurde bekannt durch die Rolle des Andrés calixto  in der Disney-Channel-Fernsehserie Violetta, die er von 2012 bis 2015 verkörperte.